# Carlo Ferrari (ingegnere)
Carlo Ferrari (Voghera, 1º giugno 1903 – Torino, 21 maggio 1996) è stato un ingegnere italiano.

## Biografia
Laureatosi in ingegneria meccanica nel 1926 al Politecnico di Torino con Modesto Panetti, tra l'altro fondatore del Laboratorio di Aeronautica e del relativo corso di laurea in ingegneria aeronautica presso il Politecnico di Torino, fu libero docente in aerodinamica nel 1929, quindi titolare della cattedra di questa disciplina nel 1932, sempre al Politecnico di Torino, che mantenne fino al 1948, quando si trasferì alla cattedra di meccanica applicata alle macchine, che terrà fino al 1973, anno del suo pensionamento. Fu inoltre docente presso la Brown University di Providence nel 1961-62 e presso la New York University nel 1965-66.
Nel 1978, venne collocato a riposo e nominato professore emerito del Politecnico di Torino.
Dal 1957 al 1973, fu direttore sia del Laboratorio di Aeronautica del Politecnico di Torino — dove peraltro lavorò anche Pier Giorgio Perotto, maturandovi l'esigenza di automatizzare l'esecuzione di calcoli, e succedendo poi al suo maestro — che del Centro Studi sulla Dinamica dei Fluidi del CNR. Nel 1965, fu tra i fondatori dell'AIMETA, l'Associazione Italiana di Meccanica Teorica e Applicata. Fu socio di molte associazioni e società scientifiche e di ricerca, italiane e straniere, nonché ricevette numerosi premi e riconoscimenti, sia nazionali che internazionali, tra cui la Medaglia d'oro ai benemeriti della scuola, della cultura e dell'arte e il Premio "Torino" conferitogli dall'Associazione Architetti e Ingegneri di Torino; fu premiato anche dall'Accademia Nazionale dei Lincei.
La sua attività di ricerca si svolse pressoché in tutti i settori della meccanica, dalla fluidodinamica alla biomeccanica, ma soprattutto si dedicò ai più svariati campi dell'aerodinamica, con ricerche che vanno dallo studio dei flussi d'aria e delle pressioni attorno ad aerei o loro parti, sino ai complessi problemi della turbolenza. Per i suoi studi e le sue ricerche, stabilì importanti collaborazioni di ricerca con paesi esteri, in particolare gli Stati Uniti.
A lui si devono, in particolare, notevoli lavori nel campo della turbolenza e dell'interferenza alle alte velocità, su questioni di aerodinamica supersonica e transonica, sui modelli analogici e le relative tecniche di calcolo numerico.
Il figlio, Attilio Ferrari (1941-2022), è stato ordinario di astronomia e astrofisica all'Università di Torino.

## Alcune opere
- Questioni di matematica applicata (curato con G. Krall e M. Picone), Monografie del CNR, Nicola Zanichelli Editore, Bologna, 1939.
- Lezioni di aerodinamica, GUF, Torino, 1940.
- Elementi di statica grafica, Libreria Editrice Dott. Ing. V. Giorgio, Torino, 1944.
- Lezioni di meccanica razionale, 3 voll., Libreria Editrice Dott. Ing. V. Giorgio, Torino, 1945.
- Aerodinamica transonica (con Francesco Tricomi), Edizioni Cremonese, Roma, 1962 (traduzione inglese: Transonic Aerodynamics, Academic Press, New York, 1968).
- (a cura di) High Temperatures in Aeronautics. Proceedings of the Symposium held in Turin to celebrate the 50th anniversary of the ”Laboratorio di Aeronautica“, Politecnico di Torino, 10-12 September 1962, International Series of Monographs in Aeronautics and Astronautics, Pergamon Press, Ltd.-Tamburini Editore, London-Milano, 1964.
- Meccanica applicata alle macchine (con Ario Romiti), UTET, Torino, 1966.
- Lectures on Radiating Gasdynamics. General Equations and Boundary Conditions, Course held at the Department of Mechanics of Fluids, October 1972, Udine, Monographs of CISM – International Centre for Mechanical Sciences, Springer-Verlag, Berlin & Heidelberg, 1974.